# Daytona 500 (utwór)
Daytona 500 – debiutancki singiel amerykańskiego rapera Ghostface’a Killaha, członka Wu-Tang Clan wydany 7 października 1996 nakładem Epic Street. Utwór został wyprodukowany przez RZA, a gościnnie wystąpili na nim Raekwon, Cappadonna i Force MDs.

## Lista utworów
Opracowano na podstawie źródła

### Strona A
1. Camay (Radio Edit)
2. Camay (Album Version)
3. Camay (Instrumental)

### Strona B
1. Daytona 500 (Radio Edit)
2. Daytona 500 (Album Version)
3. Daytona 500 (Instrumental)

## Sample
- "Nautilus" w wykonaniu Boba Jamesa.
- "Turn the Beat Around" w wykonaniu Vicki Sue Robinson.
- Crab Apple w wykonaniu Idris Muhammed.
- "Da Mystery of Chessboxin’" w wykonaniu Wu-Tang Clan.
- "Incarcerated Scarfaces" w wykonaniu Raekwona.
- "Ice Water" w wykonaniu Raekwona.